# Holy Trinity Anglican Church (Woolloongabba)

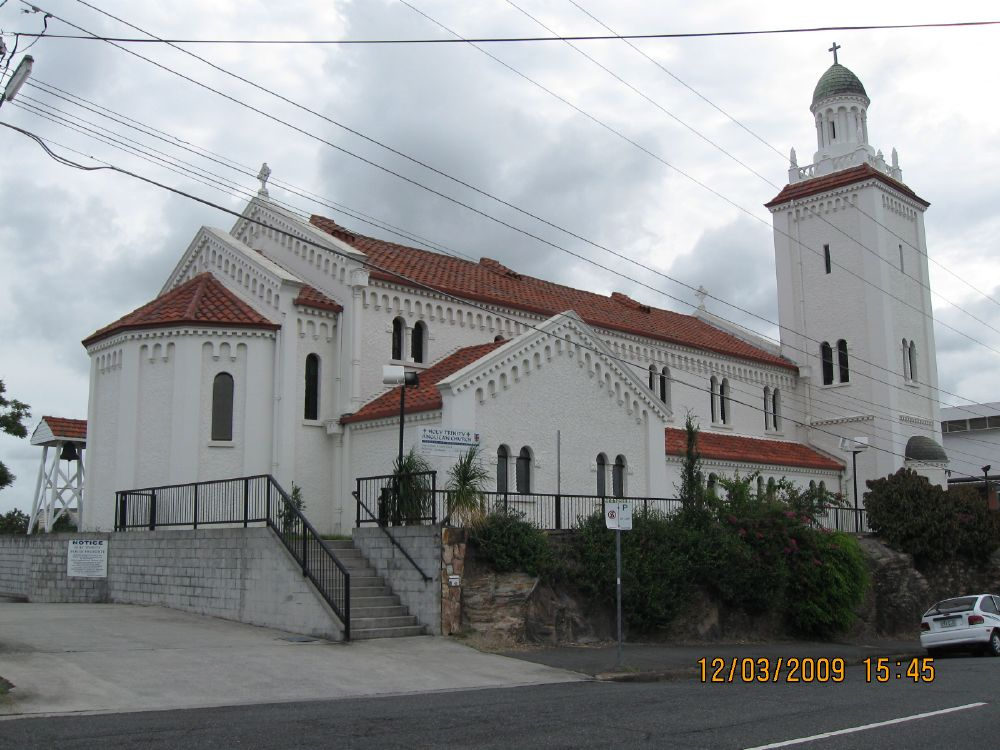
Die Holy Trinity Anglican Church

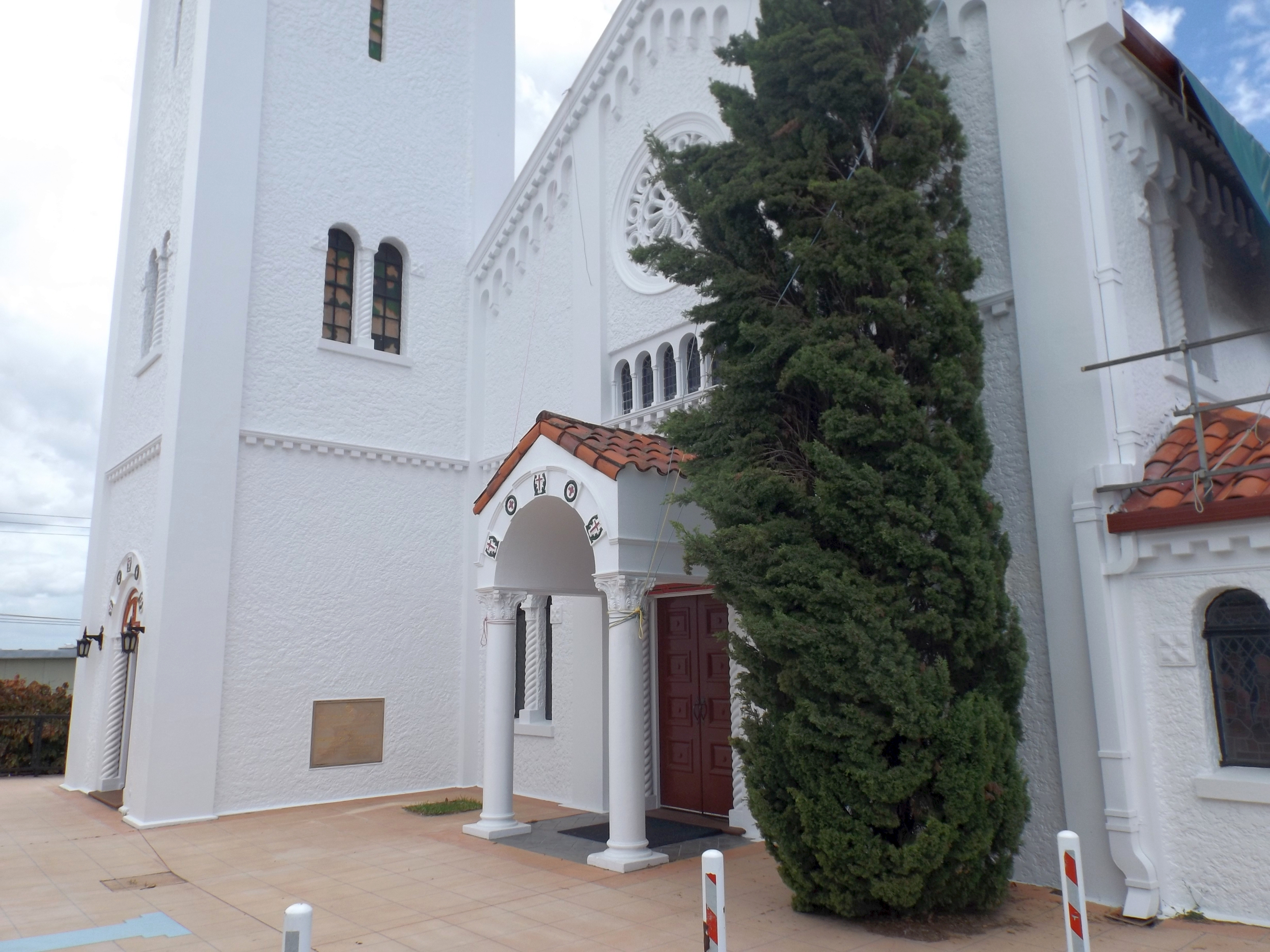
Eingang der Kirche 2015

Holy Trinity Anglican Church ist eine anglikanische Kirche in Woolloongabba (68 Hawthorne Street) im Gebiet der City of Brisbane, Queensland, Australien. Das Gebäude ist das dritte, welches seit 1869 an dieser Stelle auf dem Hügel erbaut wurde. Die heutige Kirche wurde 1930 von Architekt Eric Ford entworfen mit Elementen des Romanesque Stils und des Spanish Mission Revival Style. Sie wurde am 9. Mai 2008 in das Queensland Heritage Register aufgenommen. Die besondere Gestalt macht die Kirche zu einer beliebten Hochzeitskirche im Bereich von Inner Brisbane.

## Geschichte
Woolloongabba ist eine dichtbesiedelte Vorstadt von Brisbane, etwa 2 km südlich des Brisbane Central Business District (CBD). Vor der Ankunft der Europäer lebten Aborigines der Nation der Turrbal in dem Gebiet.
1825 wurde die Moreton Bay Colony, eine Strafkolonie, am Nordufer des Brisbane River gegründet. Freie Ansiedlung in der Kolonie durch Europäer war ab 1842 erlaubt. Bis in die 1860er blieb das Sumpfgebiet, damals bekannt als „One Mile Swamp“ südlich des Flusses unbebaut.
Ab 1851 wurde Land im Gebiet des One Mile Swamp für privaten Erwerb zur Verfügung gestellt. 1864 wurde eine Reihe von Wohn- und Geschäftsgrundstücken, das so genannte Clarence Town Estate, in einer Auktion versteigert. Die Werbung für die Grundstücke zählt die Vorteile eines dauernden Zugangs zu frischem Wasser aus dem One Mile Swamp auf, sowie den geplanten Bau von Transport- und Poststraßen durch das Gebiet nach Cleveland und Ipswich; und das Versprechen einer Brücke über den Brisbane River.
1869 wurde durch Reverend Robert Gregory Creyke (* 9. Juni 1820, Yorkshire; † 11. Februar 1889, Cleveland (Queensland)) ein Grundstück in Clarence Town Estate, auf einem Hügel bei Woolloongabba an die Anglican Diocese of Brisbane gespendet. Creyke hatte viele verschiedene Rollen in der Kolonie: er war Geistlicher der Church of England; District Registrar für Moreton Bay seit dem 6. Januar 1860; und Acting Deputy Registrar General für Queensland. Die Zuteilungsurkunde war 1861 von seinem Sohn, Robert Creyke, und Mary Ann Peterson erworben worden. In dieser zeit bildete sich auch eine Gemeinde der Church of England. Die Treffen und Gottesdienste wurden in lokalen Gebäuden abgehalten, wie dem Buffalo Hotel an der Kreuzung von Ipswich road und Hawthorne Street.

### 1870–1874
1870 wurde eine einfache hölzerne Kirche errichtet nach Plänen des Architekten Richard Gailey (1834–1924, ein Australier mit irischer Herkunft). Die Kirche wurde Woolloongabba Church of England, South Brisbane genannt. Bereits 1873 trat ein Mr. Robinson und Kinder der Sunday School bei einem Meeting der Church of England Sunday School Union im City Botanic Gardens als Repräsentanten auf. Das erste Kirchengebäude wurde in einem Sturm im Oktober 1874 zerstört.

### 1875–1889
Ein neues Kirchengebäude wurde am 23. Mai 1875 durch Archdeacon Benjamin Glennie geweiht. Dieses Gebäude wurde als Holy Trinity Church, Woolloongabba benannt. Die neue Kirche war auf einem rechteckigen Grundriss gebaut mit einem steilen Schindeldach und Giebel. Wie das erste Kirchengebäude war es noch ein einfacher Holzbau. In einem Bericht von 1880 beschrieben die Churchwardens (Kirchenvorsteher) von Holy Trinity das Gebäude mit einem 'Schuppen zum Schafe Scheren'. Erweiterungen waren kaum möglich, da keine Finanzmittel vorhanden waren. Die Churchwardens starteten einmal sogar eine Verlosung eines Fuchs’ um Gelder einzuwerben. Letztlich wurde die Kirchendecke verkleidet und eine Glocke angebracht. 1884 wurde ein Abendmahltisch (communion table) erworben.
Der Reverend Hugh Thomas Molesworth (* Juni 1860, New Brompton, England–30. Juni 1930, Brisbane) wurde 1886 als Curate-in-Charge ernannt. Zu der Zeit gehörte Holy Trinity als Kirche zum Parish South Brisbane aber die Gemeinde wuchs. 1886 zählte die Holy Trinity Sunday School 143 Kinder und 24 Lehrer. Molesworth schlug vor ein eigenes Parish für Woolloongabba einzurichten. Am 19. Januar 1888 wurde das Holy Trinity Church of England Parish of Woolloongabba von dem Brisbane Church of England Diocesan Council gegründet. Reverend David Ruddock (1850–1920) wurde als Rector ernannt. Er diente bis 1893 an der Kirche und wurde dann durch Reverend Hugh Simmonds abgelöst.
Im November 1889 wurde eine neue hölzerne Church Hall und Sunday School eröffnet. Die Halle wurde von dem Architekten John Henry Burley aus Brisbane geplant. Sie maß 66 ft (20,11 m) mal 25 ft (7,62 m). 1890 wurde eine Rectory (Pfarrhaus) erbaut nach Plänen des Diözesanarchitekten John Hingeston Buckeridge. Dieses Ensemble wurde durchgehend genutzt, bis es 1956 durch ein Feuer zerstört wurde.
Am 4. November 1895 wurden zwei Männer am Boggo Road Gaol durch Hängen hingerichtet. Reverend Simmonds, der zuständige Geistliche betreute den einen von ihnen, einen Aborigine Jacky. Der Priester von Holy Trinity Woolloongabba, damals Reverend W. P. Oakeley, betreute ebenfalls einen zum Tode verurteilten Aborigine, Billy Broom, in Boggo Road Gaol am Montag, 11. Juni 1900.

### 1900–1914
Am Beginn des 20. Jahrhunderts gab es ein lebendiges Gemeindeleben. Gottesdienste mit bis zu 154 Abendmahlsbesuchern (am Sonntag, 12. April 1903) wurden gefeiert, Hochzeiten, Gemeindetreffen, Konzerte und Aktivitäten wie Amateur-Theater, Debattierclubs und Cricket und Fundraising Events.

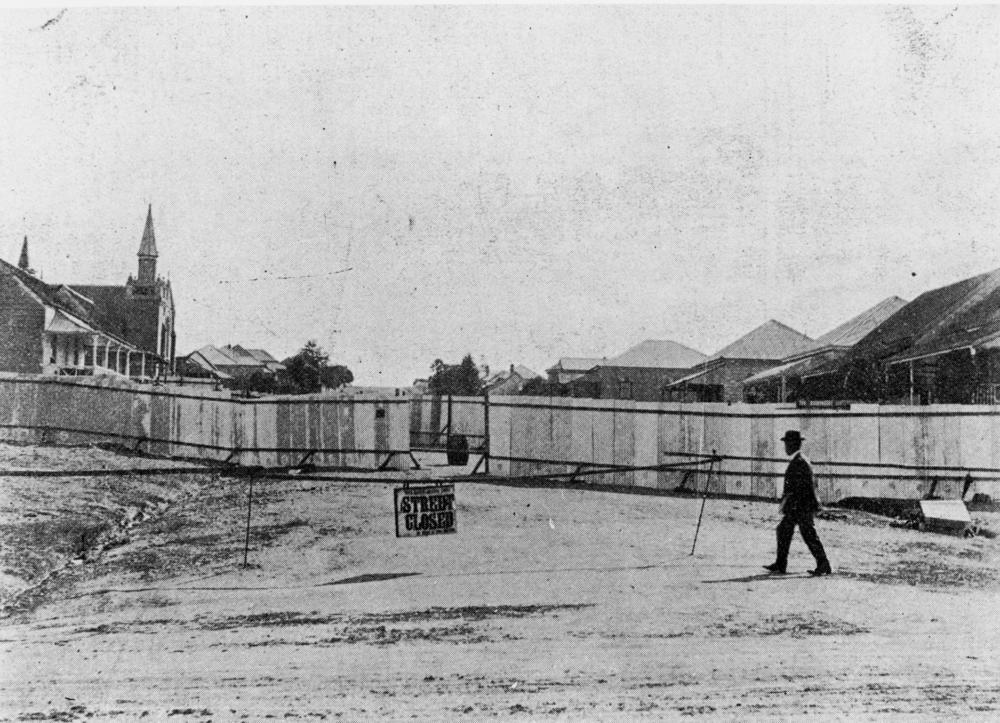
Quarantäne-Barrikaden an den Häusern in Hawthorne Street, Woolloongabba, Brisbane, Queensland, 1900.

Am 28. April 1900 wurde jedoch bei James Amos Drevesen (1879–1954), einem 21-jährigen, verheirateten Mann, der als Fuhrmann tätig war, Beulenpest festgestellt. Er lebte in einem Cottage am unteren Ende der Hawthorne Street, Woolloongabba. Die Behörden setzten Quarantäne-Maßnahmen durch und die Straße, welche nach Holy Trinity führte, wurde verbarrikadiert.
Das Jahr 1901 war geprägt durch den Tod von Queen Victoria. Trauergottesdienste, geschmückt mit den Farben Schwarz und violett, wurden in Holy Trinity abgehalten.
Im Juni 1906 wurde ein Baufonds eingerichtet, um Gelder für eine neue und größere Kirche einzusammeln, damit der wachsenden Gemeinde Platz geboten werden konnte.
1910 starb Edward VII. Die Worte von Reverend D. J. Garland in dem Gottesdienst am Sonntag, 8. Mai 1910, spiegelten die Stimmung der Gemeinde. Garland sagte, der Tod des Königs sei „mit einer Plötzlichkeit gekommen, die so schockierend war, dass es unmöglich war, ruhig über das Unglück zu sprechen, das das Empire getroffen hatte“ („come with a suddenness which had been so shocking that it was impossible for anyone to speak calmly of the calamity which had befallen the Empire“). Viele der Anwesenden trugen Trauer-Kleidung. Die Holy Trinity Women’s Guild, zusammen mit vielen anderen Gruppen, lieferte einen Kranz an die Stadtverwaltung von Brisbane in der Town Hall. Nur eine Woche später feierte Holy Trinity Woolloongabba das vierzigjährige Jubiläum der Kirchweihe.

### Erster Weltkrieg (1914–1918)
In den ersten Monaten des Ersten Weltkrieges änderte sich in Holy Trinity Woolloongabba nur wenig: Gottesdienste, Hochzeiten, Feste und Fundraising liefen weiter wie bisher. Mitte 1915, schon einige Zeit nach dem Beginn der Gallipoli Campaign am 25. April 1915, predigte St Clair George Alfred Donaldson, der erste Erzbischof von Brisbane, in der Kirche über die Natur des 'Christlichen Geistes im Krieg'. Bald darauf verließen Priester, darunter Cecil Edwards, Brisbane um als Militärgeistliche (military chaplains) zu dienen. Parishes wurden gebeten ihre Priester freizugeben, damit sie die Soldaten auf Truppentransportern bei vollem Gehalt begleiten konnten. Spendeneingänge wurden für den Kriegsaufwand umgewidmet und die Parochien veranstalteten Abschiedsveranstaltungen (send-offs) für Männer und Frauen, welche sich für den Kriegsdienst meldeten.
Bis in den September 1918 kehrten die Männer in das Parish zurück. Der Rector Cecil Edwards kehrte erst im Januar 1920 zurück.
Im folgenden Jahr erreichte die globale Influenza-Pandemie (Spanische Grippe) auch Brisbane. Die Church Hall wurde zum Treffpunkt für die Organisation der Notfall-Hilfe.

### Feuer 1929
In den 1920ern begann das Fundraising neu für ein neues Kirchengebäude. In Holy Trinity Woolloongabba wurde zunächst ein System von Langzeit-Subscriptions (Dauerspenden) beworben. Eine Zielsumme von A£ 5.000 wurde angepeilt. Am Abend des Mittwoch, 11. Dezember 1929, wurde die Kirche jedoch durch ein Feuer zerstört. Es gab keine Verletzten. Die Ursache des Feuers konnte nicht ausfindig gemacht werden. Der Anspruch an den Diocesan Fire Insurance Fund betrug A£ 1.019.

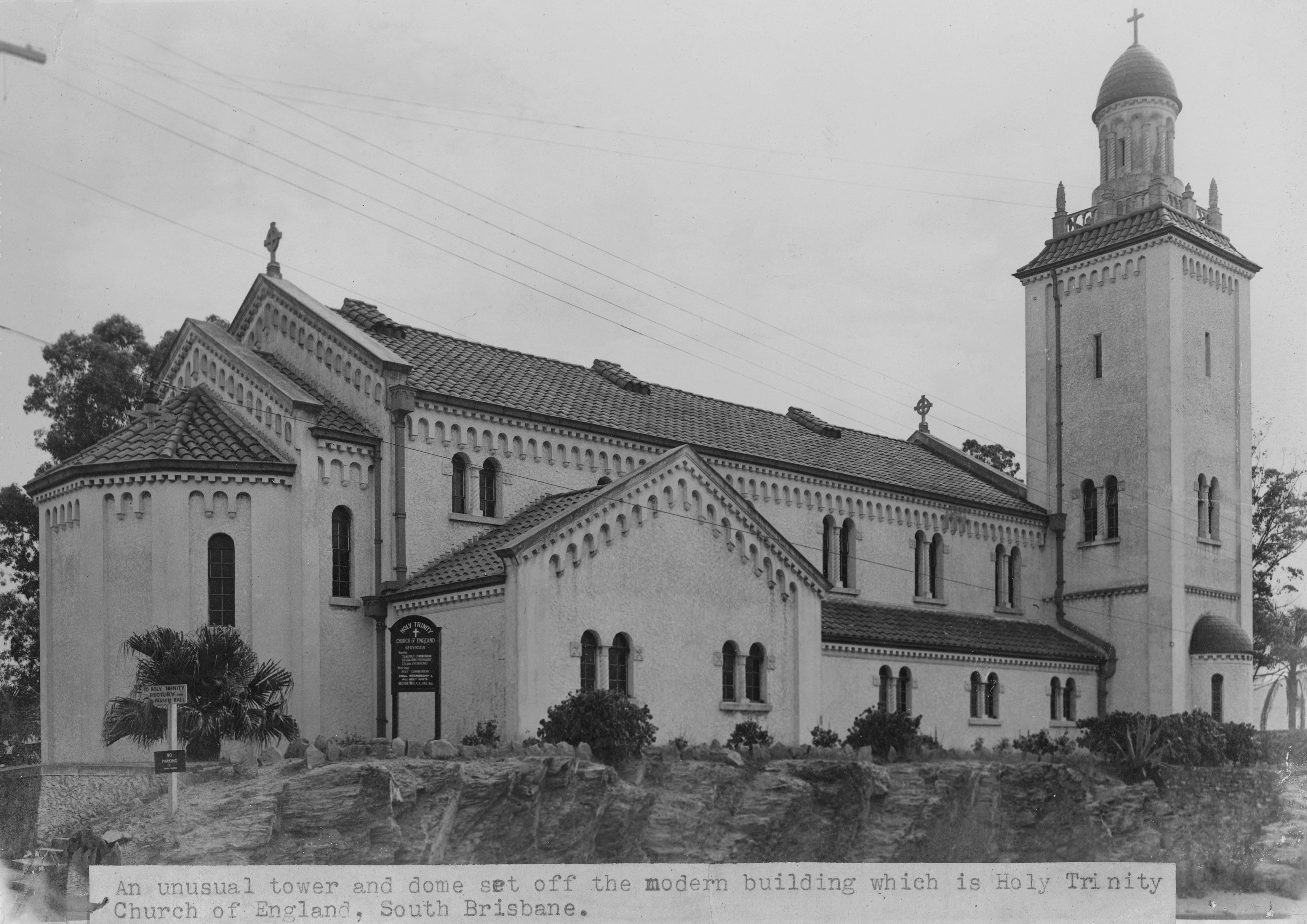
Holy Trinity Church of England, Woolloongabba, 1949.

Gerald Sharp, der damalige Erzbischof von Brisbane, legte den Grundstein für das neue Kirchengebäude am Sonntag, 2. Mai 1930. Die Bauarbeiten an der neuen Kirche wurde im September 1930 fertig gestellt. Bischof Batty weihte die neue Kirche am Samstag, 4. Oktober 1930. Ein Weihfestival wurde am Sonntag, 4. Oktober 1931, in Anwesenheit des Erzbischofs Sharp gefeiert.
1938 wurde ein Kolumbarium im Untergeschoss mit einem Eingang über Stufen von der Südfassade unterhalb der Sakristei (vestry) gebaut. Es war das erste seiner Art in Queensland. Es misst 30 ft (9,1 m) mal 26 ft (7,9 m) und beherbergt 950 Nischen.

### Zweiter Weltkrieg (1939–1945)
Am Sonntag, 19. Juni 1949, wurden von Erzbischof Halse eine Kriegs-Gedenkglocke und ein Glockenturm geweiht. Die Glocke ist mit einer Gedenkinschrift für die Gefallenen im Zweiten Weltkrieg und einem Dank für den Frieden gegossen.
Im April 1950 wurde eines von mehreren Bambus-Kreuzen aus Japan in die Kirche gebracht um japanische Buße für die Ermordung australischer Missionare in Papua-Neuguinea während des Zweiten Weltkriegs zu leisten. Die Kreuze tragen die handgeschriebenen Worte des anglikanischen Bischofs von Tokio, Light Shinjiro Maekawa, „Concerning God, repentance; Concerning man, reconciliation“ (dt. Für Gott, Buße; für den Menschen, Versöhnung). Die Morde ereigneten sich in Buna und bei der Versenkung der Montevideo Maru. Der Papua-Neuguineischen Märtyrer wird am 2. September gedacht.

### South East Freeway
Im November 1972 wurde der South East Freeway (Pacific Motorway) eröffnet. Sein Verlauf teilte das Parish Woolloongabba in zwei Teile. Ein Teil der Hawthorne Street wurde als Brücke über die Autobahn gestaltet. Diese Teilung markierte einen geographischen und psychologischen Wendepunkt in der Geschichte der Gemeinde.

### Sturm 2014

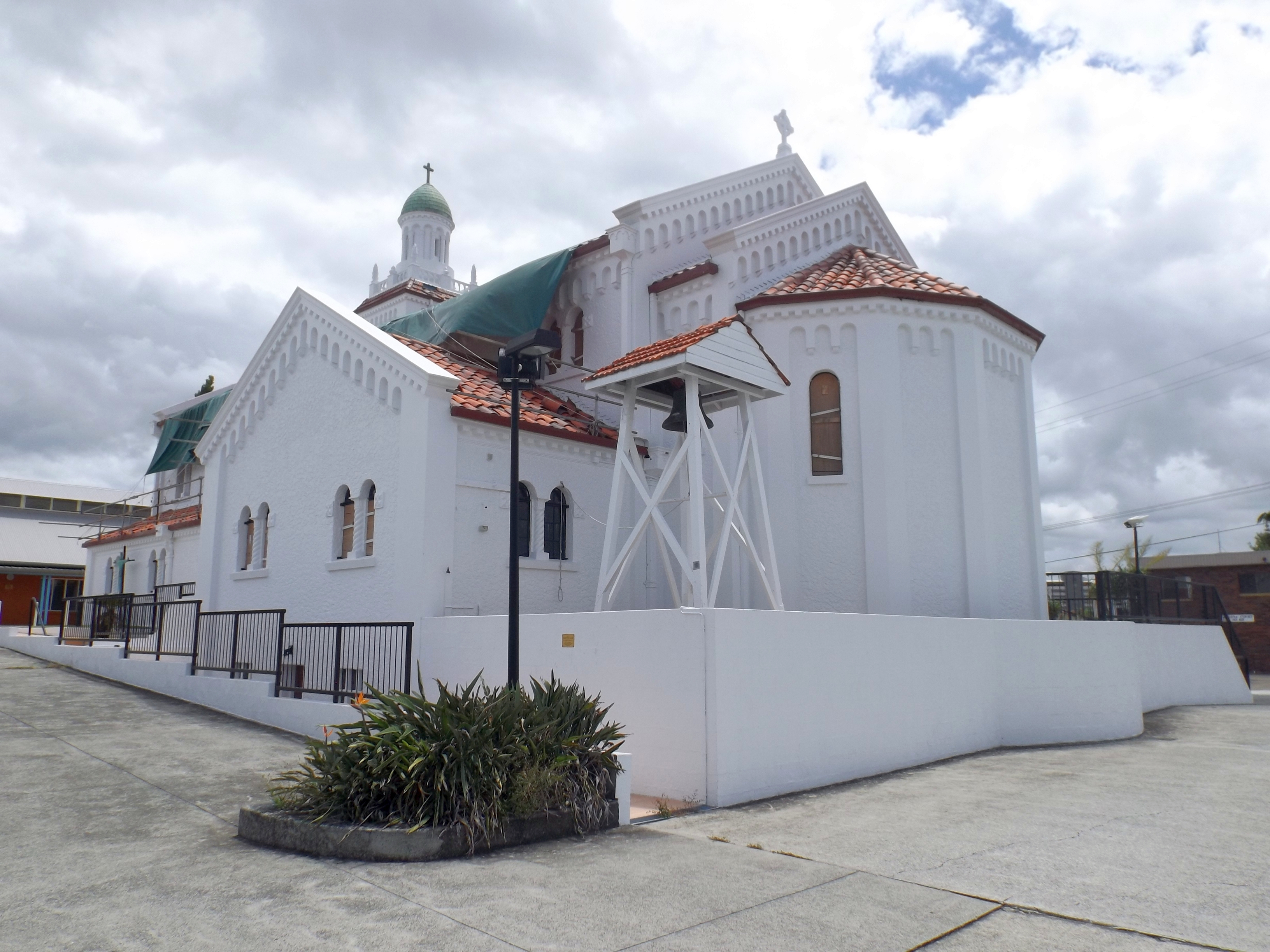
Die vom Hagel beschädigte Holy Trinity Anglican Church, Woolloongabba 2014.

Am Donnerstag, dem 27. November 2014, ab 4.30 p.m. wurde die Kirche durch den Superzellensturm „2014 Brisbane Hailstorm“ schwer beschädigt. Der Sturm traf Woolloongabba von Süden. Er brachte große Hagelkörner und starke Winde. Das Dach und die Buntglasscheiben wurden beschädigt.

## Architektur
Die Architektur des Kirchengebäudes von 1930 ist ein Experiment von Eric Ford aus einer Mischung aus romanischen Elementen und der Spanish Mission Architecture, ähnlich wie die Holy Trinity Church in Mackay, Queensland, welche von Lange Powell entworfen wurde.
Die Architekten waren Chambers and Ford aus Brisbane (1920–1951). Die Firma war eine Partnerschaft von Claude William Chambers und Eric Marshall Ford. Die Entwürfe wurden aus einem eingeschränkten Wettbewerb (limited competition) ausgewählt. Die Ausschreibungen wurden von Chambers and Ford 1930 in der Februar-Ausgabe des Architects and Builders Journal of Queensland ausgeschrieben und in der Mai-Ausgabe 1930 des Journal wurde die Eingabe von JH Davis akzeptiert. Die Baukosten beliefen sich auf ca. AU$ 9.800.
Der Plan umfasste einen stattlichen Turm, Vestry, Eingangs-Portal und das Kirchenschiff mit Bankreihen und einem achteckigen Chorraum (chancel). Ein Untergeschoss sollte den Zugang zu zwei weiteren Lagerräumen bieten. Die Gestaltung der Wände in der ganzen Kirche wird durch Blendmauerwerk aus Ziegeln mit schwarzen Zierfugen, holzverkleideten Decken und Rauputz im Außenbereich bestimmt. Ein mit roten Ziegeln gedecktes Dach bildet den Kontrast zu den weiß gekalkten Mauern.
Die Elektrik wurde von Dudley Winterford installiert. Die Verputzarbeiten wurden von James Bain and Son gemacht; die Verglasung von der Decorative Art Company und die Bleiverglasungen von Exton and Company. Die Außenanlagen wurden von H. Stokes gestaltet. Große Teile der Innenausstattung wurden von Gemeindegliedern gespendet und Teile der Möbel, der Altargeräte und Kirchenbänke wurde von Eric Ford entworfen. Eine Orgel der Firma Messrs. B.B. Whitehouse mit einem Wert von A£ 560 wurde eingebaut.

## Gesamtplan der Architektur
Die Charakteristik des Spanish Mission Revival Stils bestehen aus Stuck-Verputz, Terrakotta Cordova-Dachziegeln, Grsten-Dreh-Säulen (barley twist columns) und schweren Schreinerarbeiten. Die Romanesquen Elemente bestehen aus Spitzbogen (raked arch motifs) auf den Brüstungen, Gewölbedächer, Turm und Rundbogenöffnungen verziert mit normannischen Architekturelementen.
Die Kirche hat einen traditionellen kreuzförmigen Grundriss, mit kleinen Querschiffen, einem achteckigen Chorraum am Ostende und einem bestimmenden Turm, welcher sich über der Nordwest-Ecke erhebt. Das Kirchengebäude ist geteilt in das Mittelschiff mit einem Satteldach, welches an der Nord- und Südseite von Pultdach-überdeckten (skillion roofed) Seitenschiffen begrenzt wird, wodurch ein hoher Obergaden entsteht. Das Querschiff wird durch Giebelpfeiler am Hauptdach gebildet, und das östliche Ende des Daches ist vom Hauptdach durch eine sekundäre Giebelbrüstung getrennt, von der ein achteckiger Walmdachabschnitt den Chor überdacht.

### Turm

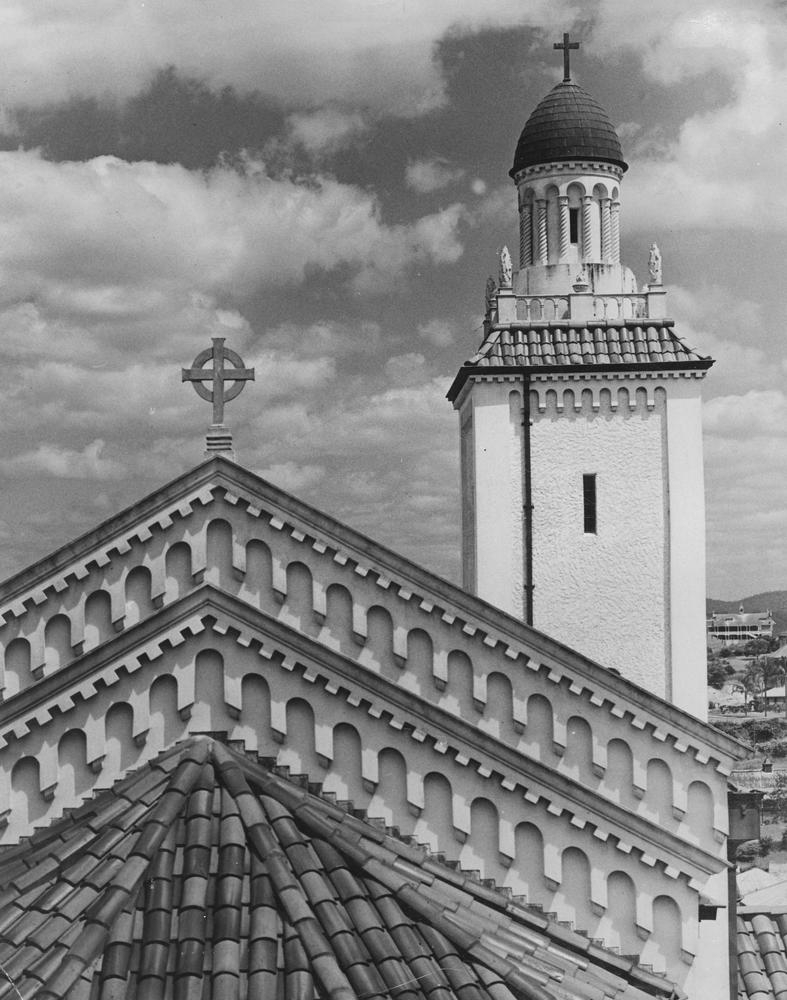
Dach und Eckturm, März 1938.

Der Eckturm erhebt sich über drei Stockwerke auf 75 ft (23 m). An der Basis des Turms, an der Nordfassade befindet sich eine halbstöckiger, halbkreisförmiger Vorsprung mit einem Halbkuppeldach, gedeckt mit bemalten Kupferziegeln. Der Turm hat einen quadratischen Grundriss bis zum zweiten Stock. Dort verjüngt sich das Mauerwerk zu einer Plattform.
Die Plattform wird von einer runden Laterne überragt. Rund um die Laterne ist eine kunstvolle Beton-Balustrade angebracht, welche mit Flammen an den vier Ecken verziert ist. Flutlicht, welches hinter der Balustrade versteckt angebracht ist, erleuchtet die Laterne bei Nacht. Die Laterne besteht aus einer Kolonnade mit einer kleinen Kuppel. Die Kuppel ist gedeckt mit Kupferschindeln und wird überragt durch ein Lateinisches Kreuz.
Die Fronten des Turms sind mit doppelten Rundbogenöffnungen gestaltet, die im ersten Stock durch gedrehte Säulen und im darüber liegenden Stockwerk durch dünne Schlitzfenster getrennt sind. Eine wiederholte Bogenform bildet ein Gesims um die Spitze des zweiten Stocks des Turms.
Eine doppelte Holztür, die von gewundenen Säulen flankiert wird, bildet den Haupteingang zum Turm an der Westseite. Die Tür ist von einem Torbogen aus Reliefverputz umgeben, der aus geformten Paneelen mit zwei abwechselnden Kreuztypen besteht. Im Sockel des Turms befindet sich eine geschwungene freitragende Betontreppe, die den Zugang zu den oberen Ebenen ermöglicht.

### Westfassade
In der westlichen Fassade der Kirche gibt es zwei Eingänge: den Haupteingang zum Hauptraum der Kirche und den Eingang zum Sockel des Turms. Der Haupteingang zur Kirche erfolgt über eine zentrale Doppelholztür, welche mit kreisförmigen Motiven auf den fünf Tafeln an der Außenseite verziert ist. Die Tür wird durch eine kleine offene Veranda geschützt, die eine Giebelmarkise (awning) mit einer gewölbten Soffitte trägt und mit Cordova-Fliesen verkleidet ist. Das Vordach ruht auf massiven Säulen mit Kapitellen der Kompositen Ordnung.
An den Faszien (Blenden) und rund um den Rundbogen herum ist ein Putz-Relief aus Kreuzen angebracht. Den Eingang flankieren zwei flache Pilaster, welche die Fassade in drei Joche (Buchten) gliedern. Im zentralen Joch, über dem Eingang, ist eine Reihe von sechs Rundbogenfenstern angebracht, welche von dünnen gedrehten Säulen unterteilt werden, und welche mit bunten Bleiglasfenstern ausgestattet sind. Darüber ist eine große Fensterrose angebracht, welche ebenfalls mit leuchtend bunten Glasfenstern ausgestattet sind. Die Brüstung des Giebels ist am Gesims mit einer Putzleiste aus sich wiederholenden Bögen verziert, welche auf die Giebelspitze ausgerichtet ist. Die Spitze des Giebels ist mit einem Kreuz geschmückt.

### Nord- und Südfassaden
Die Seitenschiffe der Nord- und Südfassade des Gebäudes sind mit paarigen Rundbogenöffnungen gesäumt, die durch gedrehte Säulen mit Kapitellen der kompositen Ordnung unterteilt und von Paneelen mit Hundezahn-Verzierungen geschmückt sind. Diese Öffnungen prägen die inneren Buchten des Kirchenschiffs und sind mit figürlichen Darstellungen in den Buntglasfenstern bestückt. Die Fenster in der ganzen Kirche sind mit Stahl-Rahmen (casements) angebracht. Über der Höhe der Seitenschiffe befinden sich größere paarige Rundbogenöffnungen, die gleich wie die unteren Fenster ausgerichtet sind, aber mit Bleiverglasung in zwei Grüntönen ausgestattet sind. Über den Fenstern befindet sich ein Gesims, welches durch wiederholte Bogenverzierung geschmückt ist. 1971 wurde im Andenken an Eric Johnstone ein freistehendes Kruzifix errichtet. Auf der Südseite ist auch das Souterrain-Geschoss sichtbar, wo das Kolumbarium unter dem südlichen Querschiff untergebracht ist.

### Ostfassade
Die Ostfassade der Kirche weist eine Reihe von einzelnen Rundbogenöffnungen auf, die mit Buntglasscheiben ausgestattet sind. Die wiederholte Bogenleiste wird als Gesims am achteckigen Chor verwendet und an den beiden Brüstungsgiebeln fortgesetzt.

## Innenarchitektur
Das Innere der Kirche ist generell ziemlich dunkel. Die Innenwände sind aus dunklen Ziegeln mit schwarzen Fugen und auch die Holzvertäfelungen und Möbel sind massiv. Die kleinen Öffnungen nach draußen sind mit Buntglasscheiben versehen. Es gibt eine frühe elektrische Beleuchtung in Form von Pendelleuchten (pendants) und Konsolenbeleuchtungen (brackets) an den Wänden.
Der kirchenraum ist aufgeteilt in ein sechsteiliges Kirchenschiff und zwei Seitenschiffe. Die Seitenschiffe sind durch zwei massive Ziegel-verkleidete Arkaden abgeteilt. Diese bestehen aus zusammengesetzten Säulen, welche sechs Rundbogenöffnungen stützen. Die Säulen sind mit weißgestrichenen Betonkapitellen gekrönt und verziert mit Blattwerk-Verputz. Die Seitenschiffe sind nochmals durch Rundbögen gegliedert, welche die Raumabschnitte gliedern. Die Rundbögen entspringen aus den Säulen der Hauptarkaden.
Die sechs Raumabschnitte sind zusätzlich durch zahlreiche dunkle Holzgebälke mit Fachwerk ausgestattet. Dieses Fachwerk liegt aus weißgestrichenen Beton-Konsolen auf. Die Decke der Kirche ist mit dunkel gebeizten Kiefern-Sparren verkleidet. Zwischen den Sparren sind Paneele aus groben Spanplatten angebracht.
Der Boden der Kirche besteht aus Beton, welcher bearbeitet wurde, so dass er aussieht wie Pflasterung. Der Beton wurde farblich abgesetzt, so dass Muster entstehen. Die Symbole Alpha und Omega sind in den Stufen zum Heiligtumsbereich in den Betonboden eingelassen.
Die Querschiffe der Kirche werden durch Vorsprünge gebildet, die auf die beiden östlichsten Joche des Kirchenschiffs ausgerichtet sind. Im nach Norden ausgerichteten Chor befindet sich die Weedon Memorial Chapel. Von der Kirche ist sie durch eine gemauerte Brüstung getrennt. Im Chor auf der Südseite der Kirche sind eine Sakristei und der Orgelprospekt untergebracht. Die Sakristei wird durch eine dunkel gebeizte Holzvertäfelung mit Kreuzverstrebungen abgeteilt. An die Querschiffe des Langhauses schließt sich ein Chorraum an, der sich durch ein abgetuftes Podest vom Kirchenraum abhebt.
Das Sanctuary (Heiligtum) im Chorraum wird durch zwei benachbarte Rundbögen abgegrenzt. (Diese Bögen enden in den beiden Brüstungsgiebeln.) Zwischen den beiden Chorbögen befindet sich ein zurückgesetzter Erker mit runden Bogenöffnungen.  Altarschranken sind zum vorderen Chorbogen hin ausgerichtet. Die Chordecke folgt der Walmdachlinie und ist mit Betonputz verkleidet. Das Heiligtum hat eine Reihe von abgestuften Plattformen, auf deren oberster sich ein Holz-Altar befindet. Ebenfalls im Bereich des Heiligtums sind zwei Buntglasfenster in Rundbogenöffnungen in den schrägen Wänden hinter dem Altar eingelassen.
Eine große Kanzel aus Beton, die über drei Stufen zugänglich ist, befindet sich im Chortraum der Kirche und ist in der Art des Äußeren des Gebäudes dekoriert, weiß gestrichen und mit der wiederholten Bogenform als Gesims versehen. Auf kleinen Plattformen in der südwestlichen Ecke der Kirche ist ein Taufbecken aus Sandstein aufgestellt.

## Weitere Gebäude im Kirchengelände
Als 1956 das ursprüngliche Pfarrhaus zerstört worden war, erwarb die Kirchengemeinde ein angrenzendes Anwesen mit dem Haus der Familie Sawyer und gestaltete dies zum Pfarrhaus um.